# Cantone di Calvas
Il Cantone di Calvas è un cantone dell'Ecuador che si trova nella Provincia di Loja.
Il capoluogo del cantone è Cariamanga.